# Linda Gray
Linda Ann Gray (Santa Monica, Kalifornia, 1940. szeptember 12. –) amerikai színésznő, rendező, producer és egykori modell.

## Élete
Culver Cityben nőtt fel. A Notre Dame Akadémián tanult. 1962. április 28-án házasságot kötött Ed Thrasherrel. Két gyermekük született: Kehly Sloane és Jeff Thrasher. 1983. november 14-én elváltak.
Az 1960-as években modellként kezdett dolgozni. 1967-ben az ő lábai voltak a The Graduate plakátján. Színészi karrierjét az 1970-es években kezdte, amikor vendégszerepet kapott a Marcus Welby, M.D. és a McCloud című sorozatokban. 1976-ban feltűnt a Dogs című horrorfilmben. 1978-ban játszott a The Grass Is Always Greener Over the Septic Tank című vígjátékban. Ebben az évben kapta meg Sue Ellen Ewing (a magyar szinkronban: Samantha) szerepét a Dallas című sorozatban, ami óriási népszerűséget hozott számára. Kezdetben csak visszatérő vendégszerepet szántak neki, de 1989-ig a sorozat állandó szereplője volt. Szerepet kapott a The Bold and the Beautiful (Gazdagok és szépek) című sorozatban is (1987). 1991-ben visszatért a sorozat utolsó évadában. A sorozatból készült filmekben szintén szerepet kapott: 1996-ban játszott a Dallas: J.R. Returnsban (Dallas: Jockey visszatér), 1998-ban pedig szerepelt a Dallas: War of the Ewings (Dallas: A Ewingok háborúja) című filmben. 1980-ban feltűnt a The Wild and the Free című kalandfilmben. 1981-ben főszerepet kapott a The Body Human: The Loving Process - Women-ben és a The Body Human: The Loving Process - Menben is. Ezeket sok főszerep követte:
- Not in Front of the Children (1982)
- The Entertainers (1991)
- Moment of Truth: Why My Daughter? (1993)
- Accidental Meeting (1994)
- Moment of Truth: Broken Pledges (1994)

1994-ben megkapta Hillary Michaels szerepét a Melrose Place című sorozatban, a 2. évad utolsó 4 részében szerepelt. 2004-ben visszatért a szappanoperák világába. 2005-ben játszott a McBride: It's Murder, Madam (McBridge: Gyilkosság volt, hölgyem) című krimiben. 2006-ban epizódszerepet kapott a Pepper Dennis című sorozatban. Jelentős szerepet kapott a Reflections of a Life című drámában is. 2008-ban epizódszerepet kapott a 90210 című sorozatban.

## Filmjei
- Dallas (2012)
- McBride: Gyilkosság volt, hölgyem (2005)
- Dallas Reunion: Return to Southfork (2004)
- Dallas: A Ewingok háborúja (1998)
- Amikor felborul a bölcső (1997)
- Dallas: Jockey visszatér (1996)
- Angyali érintés (1994) (TV film) színész
- Eljátszott zálog (Moment of Truth: Broken Pledges)(1994)
- Halálos alku (Accidental Meeting)(1994)
- Modellügynökség (1994)
- Melrose Place (1994)
- Miért pont az én lányom? (Moment of Truth: Why My Daughter?) (1993)
- The Entertainers (1991
- Oscar (film) (1991)
- Gazdagok és szépek (1987)
- A nagy hazárdőr 3 (1987)
- Not in Front of the Children (1982)
- The Body Human: The Loving Process - Women (1981)
- The Body Human: The Loving Process - Men (1981)
- Tee wild and the free (1980)
- Dallas (1978)
- The Grass Is Always Greener Over the Septic Tank (1978)
- Dogs (1976)